# لا النافية للجنس
لا التبرئة أو لا النافية للجنس حرفٌ من حروف النفي الّتي تدخل على الجملة الاسمية وهي النافية للمجموع، وعرّفها النُّحاة بأنَّها «لا التي قُصِدَ بها التنصيص على استغراق النفي كله»، أي هي الدالة على نفي الخبر عن الجنس الواقع بعدها على سبيل الاستغراق، بمعنى نفيه عن الجنس نصًا، لا على سبيل الاحتمال. ونفي الجنس يستلزم نفيه عن جميع أفراده. وبهذا المعنى تفترق لا النافية للجنس عن النافية للواحد، وهي العاملة عمل ليس، أو المهملة، نحو: (لا رجلٌ قائماً) أو (لا رجلٌ قائمٌ) فإنّها ليست نصًا في نفي الجنس، إذ يحتمل نفي الواحد ونفي الجنس، فبتقدير إرادة نفي الخبر عن لا يجوز: (لا رجلٌ قائما بل رجلان) وبتقدير إرادة نفي الواحد يجوز: (لا رجلٌ قائماً بل رجلان)، أمّا (لا) التبرئة فلا يجوز إلّا أنْ تنفي المجموع، فلا يجوز (لا رجلَ قائم بل رجلان). وممّا يدلّ على ذلك أنّ النفي معها لما كان على سبيل الاستغراق كان الكلام معها على تقدير (من) الاستغراقية، ففي نحو: (لا رجلَ في الدار) يكون المعنى: (لا من رجلٍ في الدار) أي: ليس فيها أحد من الرجال، لا واحد ولا أكثر، لذلك لا يصح أن تقول: (لا رجل في الدار، بل رجلان أو ثلاثة)، ويدل على ذلك أيضا ظهور (مِن) معها في قول الشاعر: فقام يذودُ الناسَ عنها بسيفه وقال ألا لا من سبيلٍ إلى هندِ وتسمّى لا هذه (لا التبرئة) أيضًا، لأنها تفيد تبرئة المتكلم وتنزيهه إياه عن الاتصاف بالخبر.

## عمل لا النافية للجنس
تعمل لا النافية للجنس عمل (إنّ المشبهة بالفعل)، وهي بذلك من نواسخ المبتدأ والخبر، إذ تدخل على الجملة الاسمية، فيكون الاسم بعدها مبنيًا على الفتح أو منصوبًا، وترفع خبراً، نحو: ((ذلك الكتابُ لا ريبَ فيه)) فـ (ريبَ) اسم لا التبرئة مبني على الفتح في محل نصب، وخبرها محذوف تقديره موجود. ونحو قولنا: (لا طالبَ علمٍ مذمومٌ) فـ (طالبَ) اسم لا التبرئة منصوب بالفتحة وهو مضاف، وعلمٍ: مضاف إليه مجرور، ومذموم خبرها مرفوع بالضمة الظاهرة. وسبب عملها عمل أنّ المشبهة بالفعل هو أنّ النحاة يقيسون الأحكام النحوية بعلّة المشابهة نحو: قياسهم عمل (لا) العاملة عمل ليس عليها، لأنّهما متشابهان في معنى النفي. وقد يقيس النحاة الأحكام النحوية قياسًا على النقيض كما هو الحال في حمل لا النافية للجنس في العمل على إنّ المشددة، مع أنّ (لا) هذه تفيد النفي و (أنّ) تفيد التوكيد، والمعنيان متناقضان. وذكر بعض النحاة أنّ لا النافية للجنس محمولة على (إنّ) بقياس الشبه، لأنّها لتأكيد النفي والمبالغة فيه، كما أنّ (إنّ) لتأكيد الإثبات والمبالغة فيه.

## شروط عمل لا النافية للجنس
لا تعمل لا النافية للجنس عمل (إنّ) المشبهة بالفعل إلّا بشروط، منها:
- أنْ يقصد بها التنصيص على نفي الجنس نفيًا عامًا لا على سبيل الإحتمال.
- أنْ يكون اسمها وخبرها نكرتين، لأنّ النكرة تفيد الشيوع والعموم وهو معنى مناسب لنفي الجنس مع لا. وقد يقع اسمها معرفة مؤولة بنكرة يراد بها النوع، قال الآبي والسنوسي في شرحهما لصحيح مسلم "وقول معاوية رضي الله عنه «معضلة ولا أبا حسن لها، قال الفراء: هذه معرفة وضعت موضع النكرة كأنه قال : ولا رجل لها كأبي الحسن لأن (لا) التي للتبرئة لا تقع على المعارف.[2]
- أنْ لا يفصل بينها وبين اسمها بفاصل. فإن فصل بينهما أُهمِلَتْ وكُرِرَتْ، وعاد الإسمان إلى أصلهما من المبتدأ والخبر. وحتّى لو كان الفاصل جارًا أو مجرورًا أو ظرفًا فتُهمَل لا، مع أنّهما يُتوَسَّع فيهما ما لا يتوسع في غيرهما، فيجوز الفصل بهما بين المتلازمين في مواضع كثيرة في النحو، ومن أقربها شبهًا بهذا الموضع جواز الفصل بشبه الجملة بين (إنّ) المشددة واسمها نحو: (إنّ في السماء خبراً، وإنّ عندك علماً).
- أنْ لا يدخل على (لا) حرف جر، فإن سُبِقَت بحرف جر كانت مهملة وكان ما بعدها مجرورًا نحو: (سافرتُ بلا زادٍ) و (هو يخاف من لا شيء) فـ (لا) هنا مهملة و (زادٍ، وشيءٍ) مجروران بحرف الجر.

## أحوال اسم لا النافية للجنس
- مضاف: وهو ما جاء بعده مضاف إليه؛ مثال: لا طالب علم مهمل. وحكم اسم لا هنا «النصب».

إعراب المثال:
لا نافية للجنس تعمل عمل إن. طالب: اسم لا منصوب بالفتحة لأنه مضاف علمٍ: مضاف إليه مجرور بالكسرة. مهمل: خبر لا مرفوع بالضمة.
- شبيه بالمضاف: وهو ما اتصل به شيء يتمم معناه؛ مثال: «لا طالباً للعلم مقصر». فشبه الجملة (للعلم) تممّت المعنى مع كلمة طالب. وبذلك يكون اسم لا هنا شبيها بالمضاف. وحكمه (النصب) مثل الحالة السابقة.

إعراب المثال: لاَ: نافية للجنس تعمل عمل إن (لتوافر الشروط). طَالِباً: اسم لا منصوب وعلامة نصبه الفتحة (لأنه شبيه بالمضاف. للعلم: اللام حرف جر. والعلم اسم مجرور وعلامة جره الكسرة. مقصر: خبر لا مرفوع وعلامة رفعة بالضمة.
- مفرد: والمقصود بمصطلح مفرد هنا أنه (ليس مضافاً ولا شبيهاً بالمضاف). وحكم اسم لا في هذه الحالة أنه «يبنى على ما ينصب به».

مثال: (لاَ طَالِبَ مُقَصَّرٌ". إعراب المثال: لا: نافية للجنس تعمل عمل إن لتوافر الشروط. طالب: اسم لا مبني على الفتح لأنه مفرد. مقصر: خبر لا مرفوع بالضمة.

## إلغاء عمل لا النافية للجنس
- إذا سُبِقَتْ لا بحرف جر يلغى عملها ويجرّ ما بعدها. مثال: «أنت ناجح بلا شك».

الإعراب: أنت: ضمير مبني في محل رفع مبتدأ. ناجح: خبر المبتدأ مرفوع وعلامة رفعة الضمة. بلا: الباء حرف جر، لا: نافية للجنس ملغاة (لدخول حرف الجر عليها) شك: اسم مجرور بالباء وعلامة الجر الكسرة.
- إذا جاء اسمها معرفة يلغى عملها ويلزم تكرارها. مثال: «لا الطالب مقصر ولا الأسرة». تجد كلمة الطالب بها ال ولذلك يلغى عمل لا فهي نافية فقط ولا تعمل عمل إن.

الإعراب: لا: نافية للجنس ملغاة. الطالب: مبتدأ مرفوع وعلامة رفعه الضمة. مقصر: خبر المبتدأ مرفوع بالضمة. و: حرف عطف. لا: نافية الأسرة: معطوف على الطالب مرفوع وعلامة رفعة الضمة.
- إذا فصل بين لا وبين اسمها بفاصل يلغى عملها ويلزم تكرارها أيضاً. مثال: «لا بيننا مهمل ولا مقصر».

الإعراب: لا نافية للجنس ملغاة. بيننا: بين ظرف مكان منصوب. ونا: ضمير مبني في محل جر مضاف إليه. وشبه الجملة في محل رفع خبر مقدم. مهمل: مبتدأ مؤخر مرفوع وعلامة رفعة الضمة؛ و: حرف عطف. لا نافية. مقصر: معطوف على مهمل مرفوع وعلامة رفعة الضمة.

## حذف خبر لا النافية للجنس
يجوز حذف خبر لاالنافية للجنس إذا فُهِمَ من الكلام. مثال: أنت ناجح لا محالة. فخبر لا محذوف تقديره (في ذلك) وتعمل لا عمل إنّ وذلك لتوافر الشروط.